# Gütsch Nr. 1142

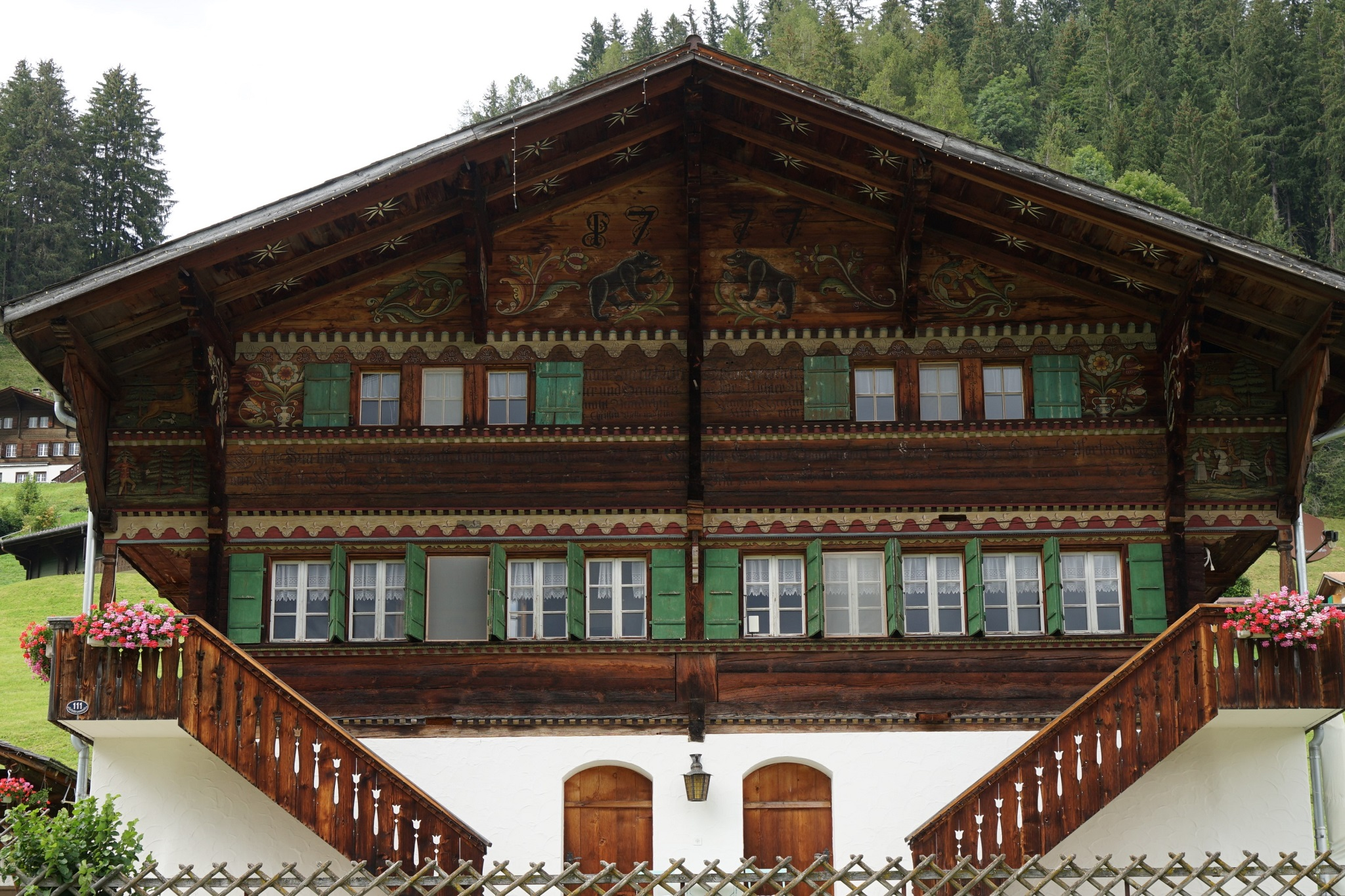
Hauptfassade des Hauses (2021)

Das Haus Gütsch Nr. 1142 in Gutenbrunnen (Guetebrunne) an der Lenk im Schweizer Simmental ist ein denkmalgeschütztes Simmentaler Bauernhaus aus dem Jahr 1777. Es ist am Obersimmentaler Hausweg mit der Nummer «39» ausgewiesen. 

## Lage
Das Gebäude liegt in Hanglage an der Gutenbrunnenstrasse mit der Nummer «111». Durch seine erhöhte Lage nimmt es im kleinen Weiler Gütsch eine bedeutende Stellung ein. Das südlich benachbarte Haus Gütsch Nr. 1143 ist ebenfalls mit 1777 datiert und ein Beispiel eines nach Frutiger Art längsgeteilten Bauernhauses. Der Ökonomieteil befindet sich dort unter der Nordhälfte des Giebels, der Wohnteil mit fünf Fensterachsen unter der anderen Seite.

## Geschichte
Das Holzhaus wurde 1777 von Werkmeister Christen Welte für den ehemaligen Kirchmeier und seinerzeitigen Chorrichter Peter Bowee und seine Frau Benedichta Martig errichtet. Das Chorgericht war ein kirchliches Gericht, das sich besonders Ehesachen annahm. Das Gebäude wurde 1905 und 1971 restauriert sowie 1978 erweitert. Inschriften sowie Bemalung wurden 1971 von A. Schläppi erneuert und die unsachgemässe Restaurierung von 1905 wieder korrigiert. Das Haus wird als Ferienhaus vermietet.
Im «Bauinventar» der Denkmalpflege des Kantons Bern wurde das Bauwerk 1999 als «schützenswert» aufgenommen. Kulturgüter-Objekte der «Kategorie C» wurden mit Stand Dezember 2021 noch nicht veröffentlicht.

## Beschreibung
Das Bauernhaus ist quergeteilt, seine Fassade streng symmetrisch. Der Wohnteil in der üblichen Mischbauweise ist nach Westen orientiert und erhebt sich über dem ausgebauten massiven Sockelgeschoss mit zwei Stichbogentüren. Das Stubengeschoss in Ständerbauweise zeigt zweimal fünf Fensterachsen. Der Gaden ist in Blockbauweise ausgeführt und die sechs kleineren Fenster sind jeweils zu dritt gruppiert. Die Fenster sind geteilt und haben Läden. Bei der Erweiterung wurden im Dach beidseitig Quergiebel eingebaut, diese sind mit «1978» datiert. Der ehemalige Ökonomieteil mit dem Stall ist ausgebaut.
Die Fassade ist mit Dekorationsschnitzerei sowie polychromer Frieszier und Malereien sehr reich dekoriert. Das Stubengeschoss zeigt eine filigran durchbrochene Bundkopfkonsole auf dem Mittelständer. Stuben- und Gadengeschoss kragen vor und haben feine Konsolenfriese und grosse, bemalte Bogenfriese auf den Bundbalken. Die durchgehende Fensterbank der Stuben ist ebenfalls reich verziert, die des Gadens wird durch den durchgehenden Mittelvorstoss unterbrochen. Die fünf Blockkonsolen sind abwechslungsreich und schwungvoll konturiert sowie bemalt. Die Malereien mit den Berner Wappentieren und grossen floralen Motiven sind der «Lenker Gruppe» zuzuordnen. Die Jagdszenen auf den Stirnseiten der Trauflauben lassen sich mit dem «Jägerhaus» in Oberried an der Lenk vergleichen.
Die Inschrift in gemalter Fraktur nennt im Giebel das Baujahr. Darunter sind spiegelbildlich zwei Berner Bären und florale Motive aufgetragen. Die Inschrift wird zwischen den Fenstern des Gadens fortgesetzt und nennt das Bauherrenpaar, den Baumeister und seine Mithelfer, letztere ohne Namen. Sie endet mit einem Sinnspruch an der Gadenbrüstung:
Gebauen Durch Peter Bowe Gewesen Kirch

meier und Dermalen Chor Richter Und sein

Ehegemahl Benedichta Martig Werckmeister

war Christen Welte und seine Mitth=elfer
Bestele Din hus Darin du Wonst, kannst da nicht Haben din Bliben o Gr=osser Gott din Gnadenwort das Leite mich Dur Himmels pforten din. Gib

mir Kraft Und Läben Schenck Danach mich Sehr verlanget im Gebet herr Jesu muss mir Helfen bis ich bei dir bin, ammen, ammen 1777
Der Bau wird als ein «ausgezeichnetes» Haus und «hervorragendes Objekt des baulichen Ensembles Gütsch» beschrieben.